# إريك ج. بارون
إريك جاي بارون (بالإنجليزية: Eric James Barron)‏ هو عالم أمريكي، ولد في 26 أكتوبر 1951 في لافاييت في الولايات المتحدة.